# Contratto tipo
Il contratto tipo è un sottocaso di contratto normativo  poiché, in esso, la funzione della predisposizione consiste proprio nel fissare uno schema destinato a futuri contratti. A fissare tale schema concorrono due parti, siano esse le medesime che stipuleranno il futuro contratto o siano diverse da queste; per cui nel secondo caso i partecipanti ai futuri contratti sono da considerarsi terzi rispetto ad una parte o a entrambe le parti del contratto tipo.
Il contratto tipo è opera di due parti (spesso si tratta di parti complesse, come le associazioni di categoria, sindacali o dei consumatori) e costituisce uno schema astratto che sarà trasformato in contratti in concreto, soltanto in quanto sia, di fatto, adottato dalle parti stesse, che stipulano sulla base di esso.

## Origini dell'istituto e sua evoluzione
La nozione di contratto tipo non nasce da un dato normativo; il contratto tipo è una categoria frutto dell'elaborazione della dottrina tedesca prima e italiana poi.
I contratti tipo si affermano già agli inizi del novecento per rispondere alle esigenze del commercio di incremento dei traffici commerciali e degli scambi, in quanto forme contrattuali in grado di soddisfare i bisogni di razionalità, organizzazione, uniformità e velocità nella definizione dei contenuti negoziali.
Se si esclude il sistema corporativo di inizio secolo, solo negli anni '80 prima (in particolare, nell'art. 4 della L. 23 marzo 1981 n. 91 che disciplina il contratto tipo nel diritto sportivo) e negli anni '90 poi (l'esempio più noto è quello dell'art. 2, comma 3, della L. 9 dicembre 1998, n. 431, come modificato dalla L. 8 gennaio 2002, n. 2, che disciplina i «tipi di contratto», in materia di locazione abitativa), tale figura viene espressamente nominata da norme in materia di diritto civile.
L'espressione è poi espressamente contenuta nell'art. 2, comma 2, lett. g), della legge 29 dicembre 1993, n. 580, «Riordinamento delle Camere di commercio, industria, artigianato e agricoltura» ed è stata successivamente confermata dal decreto legislativo 15 febbraio 2010, n. 23
Stipulando il contratto tipo le parti non assumono obbligo alcuno di concludere (come invece succede nel caso di un contratto preliminare) i singoli contratti cui il contratto tipo si riferisce, cosicché viene a sussistere un'obbligazione soltanto eventuale, sottoposta cioè alla condizione: “se le parti si decideranno a stipulare in futuro detti singoli contratti”.
Più corretto, pertanto, è definire il contratto tipo come uno schema contrattuale, più o meno completo, di portata generale che, nella modalità più nota e caratteristica è predisposto da parte di associazioni di categoria o di altri enti od organismi esponenziali di interessi delle parti contraenti dei contratti individuali (cosiddetti contratti normativi collettivi); ma può anche attuarsi in altro modo tramite predisposizione di uffici privati o di organismi amministrativi, con la differenza che in tal caso il contratto tipo non fa capo ad un accordo normativo, mancando la base contrattuale o comunque convenzionale di una simile regolamentazione dei successivi contratti individuali.
Il contratto tipo è, pertanto, «un sottocaso di contratto-normativo» (secondo la definizione data Messineo) poiché, in esso, la funzione della predisposizione consiste proprio nel fissare uno schema destinato a futuri contratti. Tale schema astratto sarà trasformato in contratti in concreto, con la precisazione che, mentre il contratto normativo può limitarsi a contenere clausole del futuro o dei futuri contratti le quali devono essere obbligatoriamente inserite, da sole o con altre, invece, «il contratto tipo racchiude per definizione l'intero schema contrattuale che le future parti hanno la comodità di trovare pronto da riempire» (cosiddetto modulo o formulario) soltanto con i dati concernenti la indicazione delle parti, la data, il prezzo e simili, adattandolo, di volta in volta, alla singola fattispecie concreta, integrandolo liberamente in tutti quelli aspetti che ne riguardano la cosiddetta parte economica.

## I contratti tipo delle Camere di Commercio
Nell'esperienza delle Camere di Commercio Italiane, per contratto tipo si intende uno schema contrattuale aperto e non vincolante, che viene predisposto dall'Ufficio (o Commissione) di regolazione del mercato in collaborazione con soggetti (imprese, loro associazioni e associazioni di tutela degli interessi dei consumatori e degli utenti) diversi da coloro che stipuleranno i singoli contratti e il cui contenuto verrà recepito nei successivi singoli contratti. Si comprende l'importanza della legge 580/1993 che ha affidato alle Camere una competenza trasversale di predisposizione nuovi contratti tipo e al tempo stesso di controllo degli schemi contrattuali diffusi dalle imprese.
Il legislatore, infatti, ha avuto ben presente che solo un'istituzione, come quella camerale, è particolarmente adatta a redigere modelli contrattuali standard che siano il frutto non solo di una “scrematura” del testo negoziale dalle clausole inique ma ancor di più il frutto di un'attività di concertazione, di dialogo e di confronto che si può instaurare in maniera proficua tra le categorie rappresentative dei soggetti coinvolti.
Nella redazione dei contratti tipo l'intervento di una Camera di commercio non può che essere di equilibrio tra libertà di concorrenza e protezione del consumatore. Questo impegno, peraltro, può seguire funzionalmente e logicamente la funzione di controllo amministrativo delle clausole inique che compete alle Camere di Commercio sin dal 1993.
Per assicurare, poi, la migliore trasparenza le Camere di commercio propongono sempre l'utilizzo di termini non solo appropriati ma comprensibili anche per i “non addetti ai lavori”, l'utilizzo di caratteri facilmente leggibili e di una veste grafica che evidenzi gli elementi essenziali del contratti, la precisione nell'identificazione dei contraenti e la specificazione dei costi accessori e delle esatte modalità di calcolo del prezzo finale del bene o del servizio oggetto del contratto.

## L'esperienza delle Camere di Commercio e il ruolo di Unioncamere
Dal 2007 Unioncamere promuove la condivisione a livello nazionale e la divulgazione dei contratti tipo (e pareri resi nell'attività di controllo sull'uso di clausole inique) tra imprese, loro associazioni ed associazioni dei consumatori e degli utenti, quali strumenti a carattere preventivo che si predispongono per evitare l'insorgenza di controversie tra consumatori ed imprese, finalizzati non solo a tutelare i contraenti deboli-consumatori, ma anche a garantire rapporti corretti tra le imprese (c.d. B2B), con particolare attenzione a quelle piccole e medie.
Al termine del 2013 sono ormai circa 70 i contratti tipo, condivisi a livello nazionale come Sistema Camerale, realizzati nei diversi settori economici: Artigianato, Commercio, Edilizia e Immobiliare, Servizi, Trasporto e Turismo,  mentre sono i 10 pareri nazionali resi in materia di controllo sulle clausole inique.
Sono 99 le Camere di Commercio che hanno individuato sul territorio i referenti dell'Ufficio di Regolazione del Mercato preposto alle attività di controllo delle clausole inique e di predisposizione dei contratti tipo (ai sensi dell'art. 2, comma 2, lett. h ed i, della legge n. 580/1993) e che sono oggi collegate con un sistema amministrativo strutturato a rete.
Le singole Camere operano telematicamente tramite il portale web dedicato di Unioncamere tipo.it dove sono pubblicati anche tutti i contratti tipo, i pareri resi sulle clausole inique e i codici di condotta condivisi a livello nazionale.
L'applicazione del contratto tipo ha l'importante vantaggio di arginare gli inconvenienti che si possono presentare quando vengono stipulati i cosiddetti “contratti standard”, di solito predisposti dalle imprese. In alcuni casi, queste ultime pongono il consumatore in una posizione di svantaggio. In altri casi, invece, i testi contrattuali sono definiti con termini ambigui e poco chiari, rendendo scarsamente trasparenti diritti ed obblighi delle parti.